# زمييريت

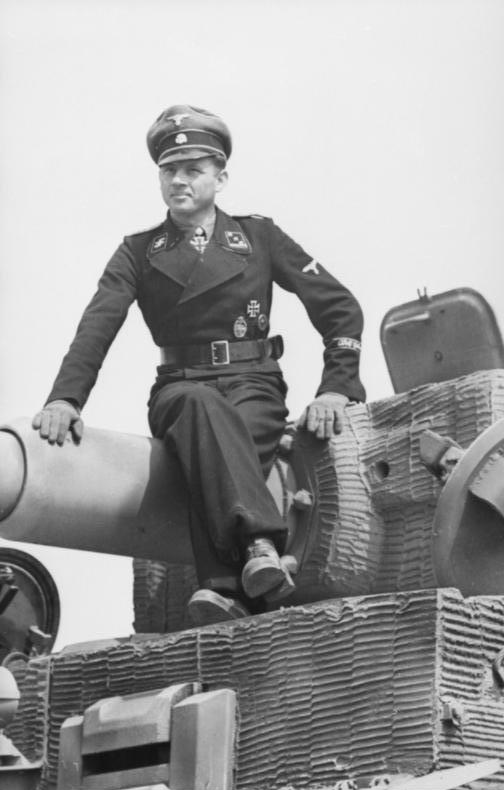
صورة قريبة لزيمريت على برج دبابة تايجر-مايكل ويتمان.

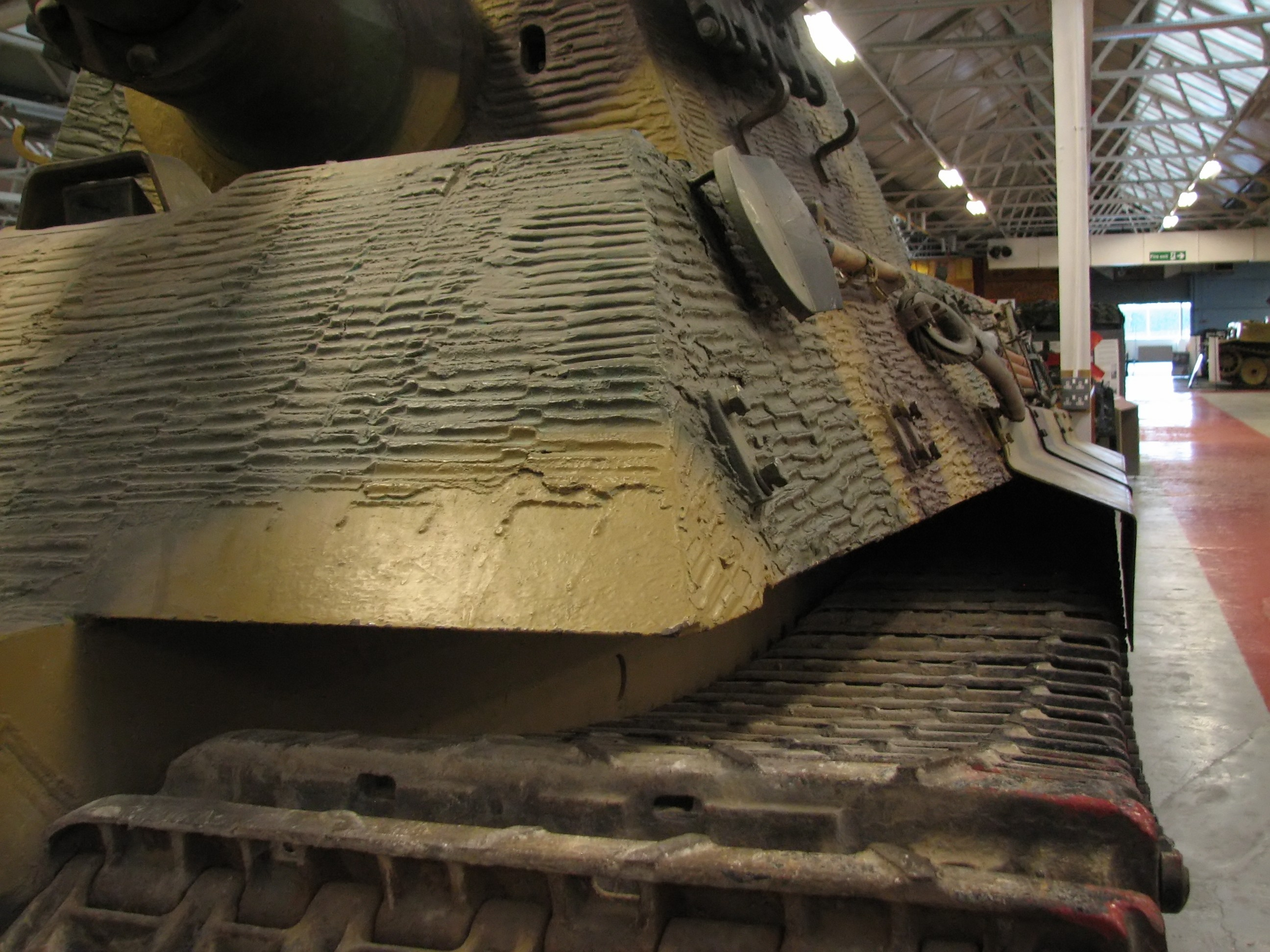

Zimmerit عبارة عن طلاء شبيه بالعجينة تم استخدامه في مركبات القتال المدرعة الألمانية في منتصف وأواخر الحرب خلال الحرب العالمية الثانية. تم استخدامه لإنتاج طبقة صلبة تغطي الدروع المعدنية للمركبة، مما يوفر فصلًا كافيًا بحيث لا تلتصق الألغام المضادة للدبابات المرفقة مغناطيسيًا بالمركبة، على الرغم من أن ألمانيا كانت الدولة الوحيدة التي تستخدم الألغام المغناطيسية المضادة للدبابات وهم اصحاب فكرتها. غالبًا ما تُركت زيمريت بعيداً عن مركبات الحرب المتأخرة بسبب القلق الذي لا أساس له من أنها قد تشتعل فيها النيران عند ضربها. تم تطويرها من قبل الشركة الألمانية Chemische Werke Zimmer & Co ( برلين ).

## عملية
كان الطلاء حاجزًا يمنع الاتصال المباشر للألغام المغناطيسية مع الأسطح المعدنية للمركبات. عادة ما يتم تخليص الطلاء لزيادة المسافة بين المغناطيس والدرع بشكل أكبر، حيث أن النقاط العالية على النمط تزيد من سمك الطلاء الفعال دون إضافة المزيد من الوزن.

## تعيين
قدم الجيش الألماني سلاح هافتهولادونغ المضاد للدبابات في عام 1942. يتألف هذا من رأس حربي على شكل شحنة متصل بحلقة معدنية تحمل ثلاثة مغناطيسات قوية على شكل حدوة حصان. يستخدم عير ركض1 أحد افراد المشاة نحو الدبابة ويضع الجهاز على أي سطح يلتصق به المغناطيس. ثم يقوم المستخدم بسحب دبوس الأمان ووتشغليله. لم تثبت المغناطيسات اللغم على رالمركبة فحسب، بل وفرت أيضًا المسافات الصحيحة بين الرأس الحربي والدرع، مما سمح بتعيين منطقة الاختراق بشكل صحيح. قلقًا من أن التصميم البسيط يمكن نسخه بسهولة في الاتحاد السوفياتي أو فكرة أن العديد من هذه الأسلحة يمكن أن تقع في أيدي جنود الحلفاء، بدأ الجيش الألماني يبحث عن طرق لهزيمة مثل هذا السلاح عند استخدامه ضد مركباتهم الخاصة.
تم تطبيق Zimmerit لبعض الدبابات والمركبات ذاتية الدفع وقانصات الدبابات المنتجة من ديسمبر 1943 إلى 9 سبتمبر 1944. نادرًا ما تم تطبيقه على مركبات AFV المكشوفة. أعطى المظهر الخام للطلاء مظهرًا مميزًا.

## مكونات
يتكون المعجون مما يلي:
- 40٪ كبريتات الباريوم - BaSO 4
- 25 ٪ أسيتات البولي ينيل -
- 15٪ صبغة ( مغرة )
- 10٪ كبريتيد الزنك - ZnS
- 10٪ نشارة الخشب

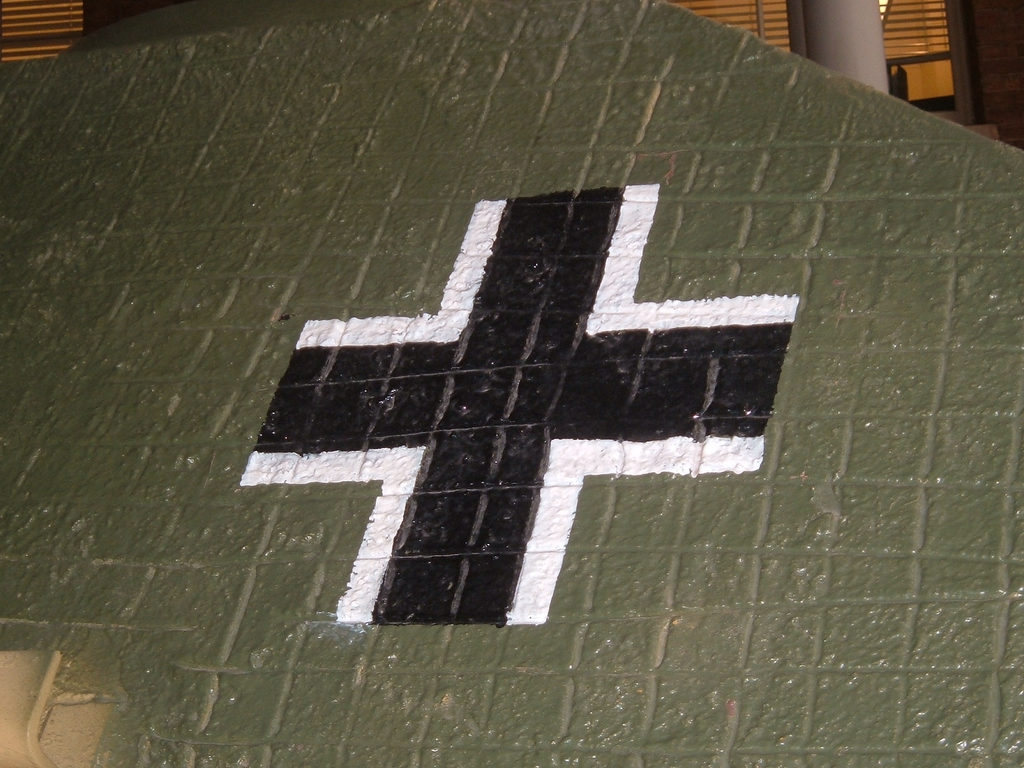
نمط المربعات

في المعجون الخام، تم استخدام أسيتات البولي فينيل في شكل "Mowilith 20"، وهو محلول بنزين بنسبة 50٪. أثناء عملية التجفيف، يتبخر البنزين ويتصلب الخليط.

## المركبات

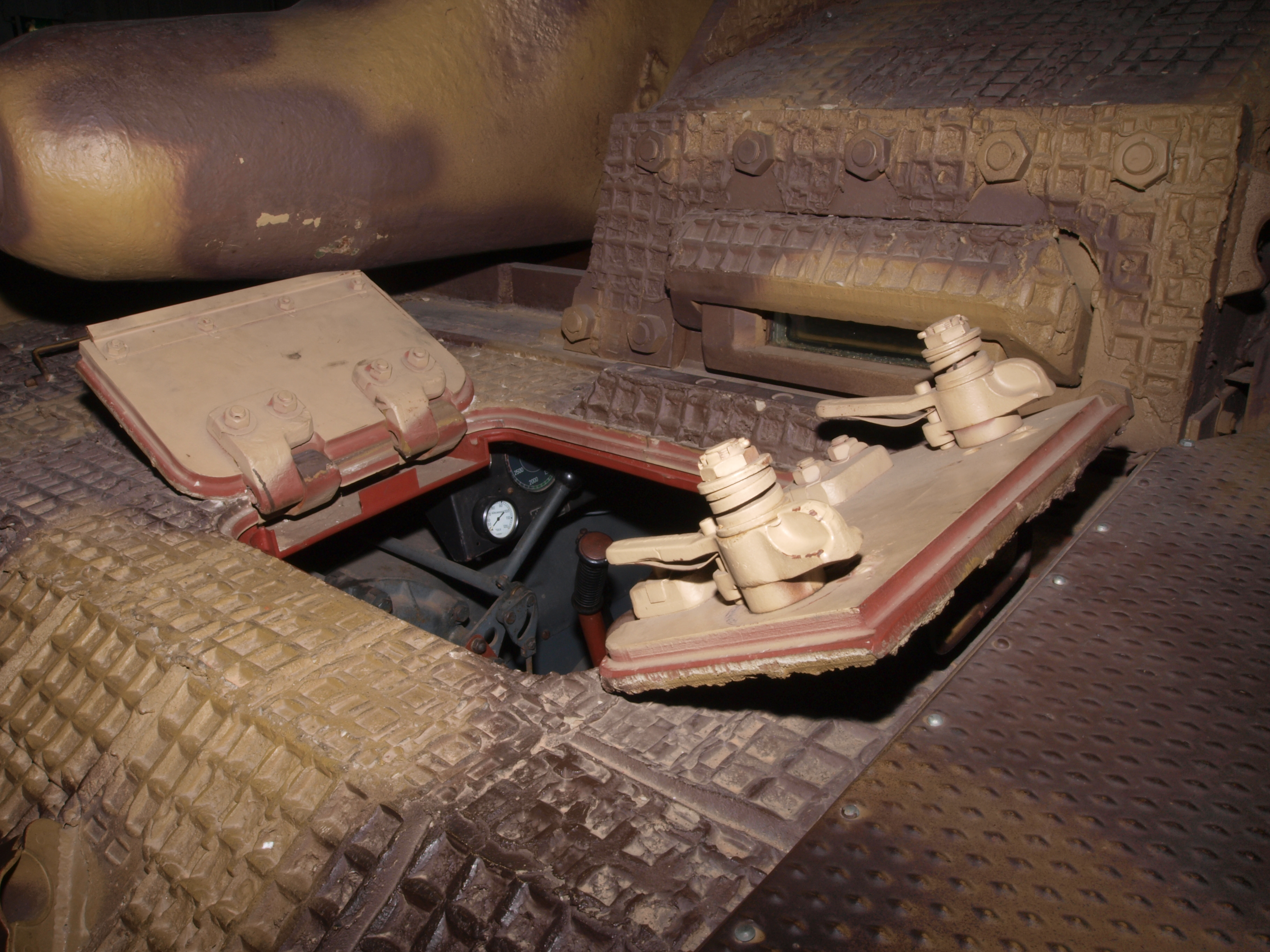
StuG III بنمط فافن

## روابط خارجية
- "The history of Zimmerit"، panzerworld.net، مؤرشف من الأصل في 2022-08-19، اطلع عليه بتاريخ 2009-12-12